# Fredy
Alfredo Kulembe Ribeiro, conhecido como Fredy (Luanda, 27 de Março de 1990), é um futebolista angolano que atua pelo Bodrumspor na posição de meio-campo. Também possui passaporte português.

## Carreira
Fredy se juntou às camadas jovens dos Belenenses com onze anos de idade, contratado junto ao G.D. Pescadores. Fez sua estreia na Primeira Liga em 3 de abril de 2009, entrando aos 60 minutos de jogo na derrota por 1 a 0 contra a Académica de Coimbra.
Fredy marcou oito gols em 38 partidas na temporada 2012–13 da Segunda Liga, além de seu clube, os Belenenses, ter conseguido o retorno ao escalão máximo do futebol português após três anos. Seus primeiros gols na competição foram em 12 de Abril de 2014, na partida contra o Vitória de Guimarães - fez dois gols como substituto, um de penálti e outro nos descontos.
Em dezembro de 2014, Fredy estava a negociar sua transferência para o Recreativo do Libolo, clube que já havia defendido por empréstimo do Belenenses. No mesmo mês, o site oficial do clube angolano oficializou o regresso do dianteiro.2016 juntou-se ao excelsior de Roterdão onde assinou uma época>

## Carreira internacional
Fredy recebeu sua primeira chamada à selecção nacional em Fevereiro de 2014. Jogou sua primeira partida pelos Palancas Negras no dia 5 de Março, num amistoso contra Moçambique.

## Títulos
Por clubes
- Segunda Liga: 2012–13
- Girabola: 2015